# Massalata
Massalata ist ein Dorf in der Stadtgemeinde Birni-N’Konni in Niger.

## Geographie
Das von einem traditionellen Ortsvorsteher (chef traditionnel) geleitete Dorf befindet sich rund drei Kilometer westlich des Stadtzentrums von Birni-N’Konni, der Hauptstadt des gleichnamigen Departements Birni-N’Konni in der Region Tahoua. Massalata liegt am Fuß des Hügels Baba Doutchi. Am nördlichen Ortsrand verläuft die Nationalstraße 1, die wichtigste Fernstraße des Landes. Etwa vier Kilometer südlich des Dorfs befindet sich die Staatsgrenze mit Nigeria.

## Geschichte
Der Überlieferung nach wurde Massalata von zwei Brüdern aus Birni-N’Konni gegründet, die den traditionellen religiösen Praktiken der Azna anhingen und einen Vertrag mit dem islamischen Anführer von Birni-N’Konni schlossen, sich hier niederlassen zu dürfen. Die neugegründete Ortschaft wurde nach und nach von Zuwanderern aus Birni-N’Konni besiedelt. Anfang der 1960er Jahre lebten geschätzt 4000 Azna in und um Massalata, beispielsweise auch im Dorf Dossey. Bei einer Untersuchung im Jahr 1990 wurde beim Befall mit der Saugwürmer-Art Schistosoma haematobium unter den 14- bis 15-Jährigen im Ort eine Prävalenz von 43,3 Prozent festgestellt.

## Bevölkerung
Bei der Volkszählung 2012 hatte Massalata 5801 Einwohner, die in 793 Haushalten lebten. Bei der Volkszählung 2001 betrug die Einwohnerzahl 3909 in 629 Haushalten und bei der Volkszählung 1988 belief sich die Einwohnerzahl auf 2618 in 438 Haushalten.

## Kultur
Trotz fortschreitender Islamisierung hat sich Massalata seinen Status als Azna-Zentrum erhalten. Hier findet alljährlich zu Beginn der Ackerbau- und Jagdsaison die mehrtägige, nur für Männer zugelassene Zusammenkunft Fête des Aznas oder Arwa statt. Zu deren Zeremonien zählen Geisterbeschwörungen, rituelle Opfer und Tänze in Trance.